# Josef August Bubák
Josef August Bubák (2. března 1813 Bělá pod Bezdězem – 28. března 1858 Bělá pod Bezdězem) byl český malíř kostelních obrazů, krajin a portrétů.

## Život
Podle farní matriky se Bubák narodil 2. března 1813 a o den později byl pokřtěn. V literatuře se objevuje i chybné datum narození 1. března 1812.
Narodil se do rodiny bělského truhláře Josefa Bubáka a malířství se vyučil v Praze. Měl bratry Amanda (1814–1877) a Jana (1828– 1904), z nichž oba měli být malíři, a sestru Marii, divadelní herečku a manželku divadelního režiséra a herce Františka Josefa Čížka. Po celý život pobýval a tvořil v Bělé pod Bezdězem, kde také roku 1858 zemřel.
Mylně byl považován za otce nebo bratra malíře Aloise Bubáka z Kosmonos.

## Dílo

### Kostelní obrazy
- Kostel sv. Šimona a Judy ve Štětí
  - Kázání sv. Jana Křtitele[pozn. 1] z roku 1842 na levém bočním oltáři[4][5][6][12]
  - Obraz Panny Marie na pravém bočním oltáři[13]
  - Obrazy Dvanáctiletý Ježíš v chrámě a Kristova řeč proti Jerusalemu datovaný 1845 v lodi[12][13]
  - Obrazy Sv. Alžběta Duryňská a Sv. Vincenc z Pauly pod kruchtou[13]
- Kostel sv. Václava v Bosni
  - Křížová cesta[3][4][5][6]
- Kostel sv. Vavřince v Čisté
  - Křížová cesta z roku 1852[4]
- Kostel sv. Petra a Pavla v Beznu
  - Křížová cesta[14]
- Kaple Nejsvětější Trojice v Bělé pod Bezdězem
  - Obraz Nejsvětější Trojice z roku 1839, uloženo v Muzeu Podbezdězí[4][15]

### Krajiny
- Klášter n. J.,[6] Zimní krajina[4][5]
- Pohled na Mladou Boleslav[5][6]
- Kostel sv. Václava v Dolní Krupé; Muzeum Podbezdězí[4][pozn. 2]

### Portréty
- Portrét Františka Josefa Čížka[6] a portrét Marie Čížkové[5]; Národní muzeum[4]
- Olejomalba skalského děkana Josefa Procházky[4][6] z roku 1841[5][16]
- Portrét Josefa Vinařického (nar. 1770) z roku 1841[5][16][pozn. 3]
- Portrét bělského a mladoboleslavského učitele a hudebního skladatele[17] Kryšpína Taškeho; kolem roku 1830[5], Muzeum Podbezdězí[3][4]

### Ostatní
- Praporec bělských ostrostřelců; Muzeum Podbězdězí[4]
- Vývěsní štít ranhojiče Jana Imiše s olejomalbou samaritána a sv. Kosmy a Damiána[16]; 1844, Muzeum Podbězdězí[4]

### Výstavy
V roce 2012 se uskutečnila výstava Bubákových obrazů v městské expozici na bělském zámku.

## Galerie

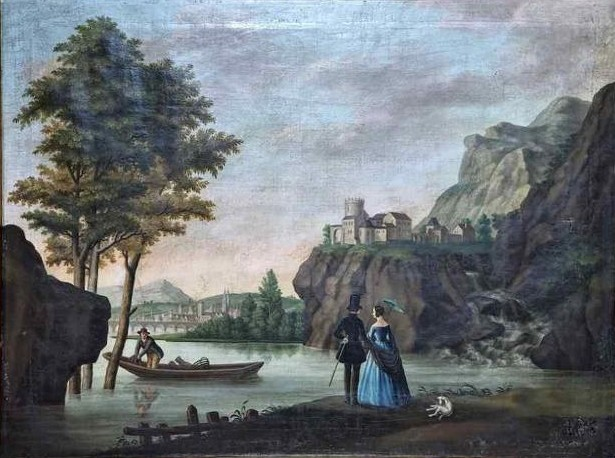
U jezera, kol. 1845 (olej na plátně)